# Bougouriba
A Bougouriba é uma província de Burkina Faso localizada na região de Sul-Oeste. Sua capital é a cidade de Diébougou.

## Departamentos

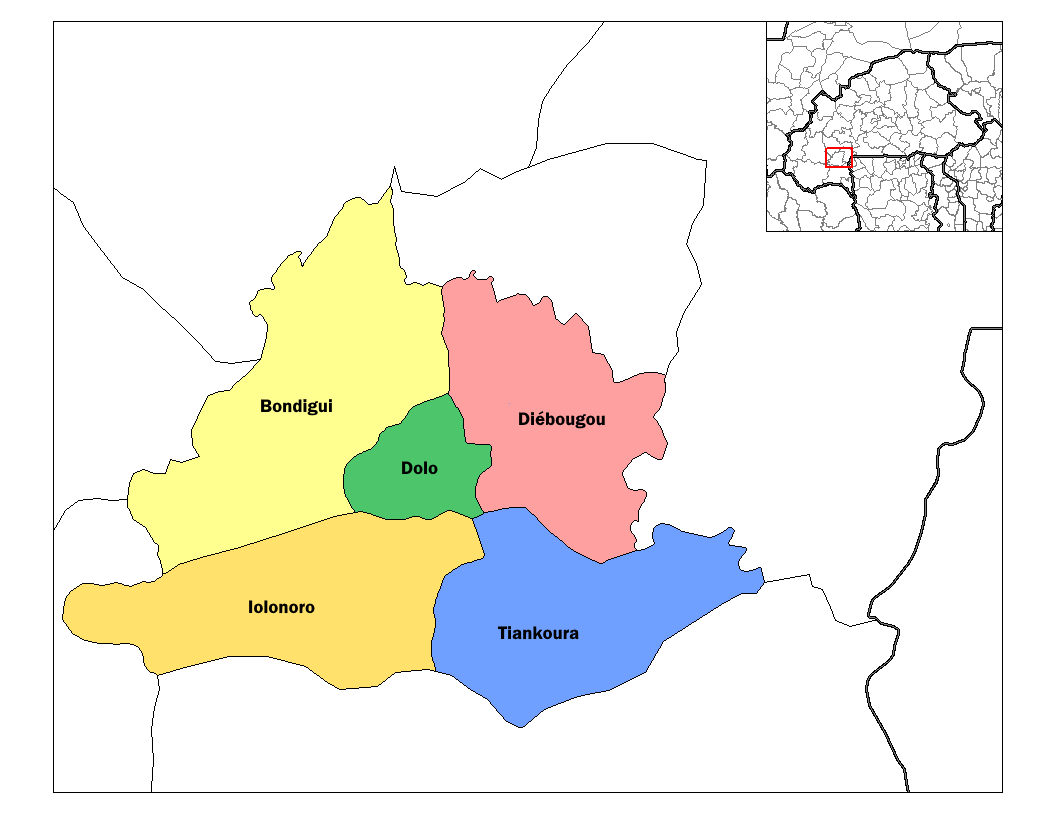
Localização dos diversos departamentos da província da Bougouriba, Burkina Faso

A província da Bougouriba está dividida em cinco departamentos:
- Bondigui
- Diébougou
- Dolo
- Iolonioro
- Tiankoura